# Copa Mundial de Bajas de la FIM
La Copa Mundial de Bajas de la FIM es el principal campeonato de carreras todoterreno de estilo baja (eventos de rally raid de 2-3 días de duración) organizado por la Federación Internacional de Motociclismo (FIM) desde 2012.
Desde 2022, se compite junto al Campeonato Mundial de Rally Raid y la Copa Mundial de Bajas Cross-Country de la FIA (coches).

## Eventos
El calendario 2022 estuvo formado por las siguientes citas: Baja Jordania, Baja Internacional Catar, Baja do Oeste (Portugal), Baja Aragón, Baja Hungría, Baja Portalegre, Baja Saudí y Baja Internacional Dubái.

## Campeones
| Año     | Motos                | Motos  | Quads                        | Quads  | SSV                           | SSV    |
| ------- | -------------------- | ------ | ---------------------------- | ------ | ----------------------------- | ------ |
| 2012    | Alessandro Zanotti   | KTM    | José Luis Espinosa           | Can-Am |                               |        |
| 2013    | Alessandro Ruoso     | Yamaha | Kamil Wisniewski             | Yamaha |                               |        |
| 2014    | Alessandro Ruoso     | Yamaha | Kamil Wisniewski             | Yamaha |                               |        |
| 2015    | Adrien Marié         | KTM    | Alexandre Giroud             | Yamaha |                               |        |
| 2016    | Xavier de Soultrait  | Yamaha | Amerigo Ventura Montecamozzo | Yamaha |                               |        |
| 2017    | Alessandro Ruoso     | Yamaha | Arnaldo Martins              | Suzuki |                               |        |
| 2018    | Mohammed Al Balooshi | KTM    | Arnaldo Martins              | Suzuki |                               |        |
| 2019    | Benjamin Melot       | KTM    | Aleksandr Maksimov           | Yamaha |                               |        |
| 2020    | Sebastian Bühler     | Hero   | Toni Vingut                  | Yamaha | João Dias                     | Can-Am |
| 2021    | Martin Michek        | KTM    | Haitham Al-Tuwayjri          | Yamaha | Alexandre Pinto               | Can-Am |
| 2022    | Konrad Dąbrowski     | KTM    | Haitham Al-Tuwayjri          | Yamaha | Davide Catania Carlos Paulino | Can-Am |
| 2023    | Mohammed Al-Balooshi | KTM    | Kevin Giroud                 | Yamaha |                               |        |
| 2024    | Mohammed Al-Balooshi | KTM    | Joanna Modrzewska            | Yamaha |                               |        |
| Fuente: |                      |        |                              |        |                               |        |